# Periophthalmus novaeguineaensis
Periophthalmus novaeguineaensis és una espècie de peix de la família dels gòbids i de l'ordre dels perciformes. Poden assolir els 8 cm de longitud total. Es troba a Irian Jaya (Indonèsia) i el nord d'Austràlia.